# Gábor Gergely

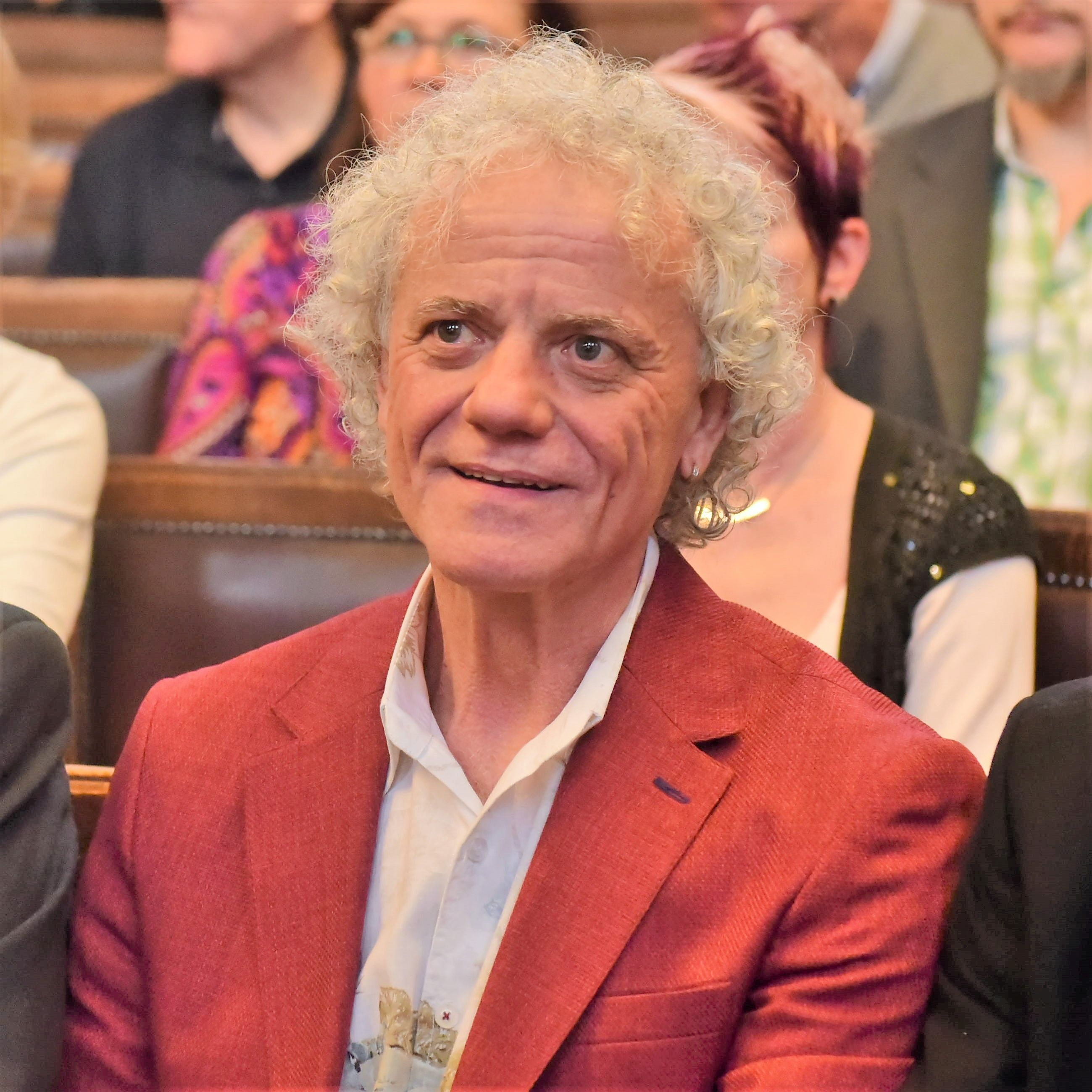
Gábor Gergely, 2019

Gábor Gergely [ˈɡaːbor ˈɡɛrɡɛj] (* 21. Juni 1953 in Budapest) gehörte in den 1970er und 1980er Jahren zu den besten Tischtennisspielern der Welt.

## Beginn der Karriere
Gergely spielte zunächst bei MTK Budapest Fußball, wandte sich aber wegen einer Knieverletzung mit 14 Jahren dem Tischtennis zu. Er wurde von dem zweifachen Europameister Péter Rózsás trainiert. Seinen anfänglichen Penholder-Stil änderte er in die „normale“ Schlägerhaltung. 1970 spielte er erstmals in der ungarischen Nationalmannschaft, 1971 gewann er gegen Stellan Bengtsson.

## Größte Erfolge
Nachdem er bereits 1975 mit István Jónyer die Goldmedaille im Herren-Doppel der Weltmeisterschaft in Kalkutta erringen konnte, war er 1979 auch Mitglied jener ungarischen Mannschaft, die im Finale durch einen 5:1-Sieg bei der Weltmeisterschaft die jahrelange chinesische Vorherrschaft im Herren-Tischtennis durchbrach. Bei der Europameisterschaft 1978 in Duisburg gewann er 3 Titel (Herren-Mannschaft, -Einzel, -Doppel). Im gleichen Jahr siegte er auch im Ranglistenturnier Europe TOP-12. 1982 wurde er mit Ungarn erneut Europa-Mannschaftsmeister. 1980 gewann er mit dem Verein BVSC Budapest den Europapokal der Landesmeister der Saison 1979/80, 1975 und 1981 mit István Jónyer die ungarische Meisterschaft im Doppel.

## Aktivitäten als Senior
1985 wechselte Gergely zum österreichischen Staatsliga-Verein Wolkersdorf. Ab den 2000er-Jahren spielte er in der 1. Mannschaft von SV Salamander Kornwestheim 1894 in der Bezirksklasse.

## Privat
Gergely ist seit 1974 mit Eva verheiratet. Er hat zwei Töchter (Barbara und Noemi). Mitte der 1990er Jahre war er Sportchef der Budapester Zeitung Mai Nap. Als TV-Kommentator übertrug er Tischtenniswettkämpfe.

## Erfolge
- Teilnahme an Tischtennisweltmeisterschaften
  - 1975 in Kalkutta
    - 1. Platz Doppel (mit István Jónyer)

  - 1979 in Pjöngjang
    - 1. Platz mit Herrenteam

  - 1981 in Novi Sad
    - 2. Platz mit Herrenteam

  - 1983 in Tokio
    - 3. Platz mit Herrenteam

- Teilnahme an Europameisterschaften
  - 1974 in Novi Sad
    - 2. Platz Einzel (hinter Milan Orlowski)
    - 2. Platz mit Herrenteam

  - 1978 in Duisburg
    - 1. Platz mit Herrenteam
    - 1. Platz Einzel
    - 1. Platz Doppel (mit Milan Orlowski)

  - 1980 in Bern
    - 4. Platz mit Herrenteam
    - 3. Platz Doppel (mit Milan Orlowski)

  - 1982 in Budapest
    - 1. Platz mit Herrenteam
    - 3. Platz Einzel
    - 2. Platz Doppel (mit István Jónyer)

- Weiteres
  - 1978 Platz 1 in Prag beim Europäischen Ranglistenturnier Top-12
  - 1978 Sieg im Europäischen Messestädte-Pokal mit dem Team BVSC Budapest

## Turnierergebnisse
| Verband | Veranstaltung       | Jahr | Ort          | Land | Einzel        | Doppel        | Mixed         | Team |
| ------- | ------------------- | ---- | ------------ | ---- | ------------- | ------------- | ------------- | ---- |
| HUN     | Europameisterschaft | 1984 | Moskau       | URS  | letzte 16     |               |               |      |
| HUN     | Europameisterschaft | 1982 | Budapest     | HUN  | Halbfinale    | Silber        |               | 1    |
| HUN     | Europameisterschaft | 1980 | Bern         | SUI  | Viertelfinale | Halbfinale    |               |      |
| HUN     | Europameisterschaft | 1978 | Duisburg     | FRG  | Gold          | Gold          |               | 1    |
| HUN     | Europameisterschaft | 1974 | Novi Sad     | YUG  | Silber        | Viertelfinale |               | 2    |
| HUN     | EURO-TOP12          | 1982 | Nantes       | FRA  | 11            |               |               |      |
| HUN     | EURO-TOP12          | 1981 | Miskolc      | HUN  | 9             |               |               |      |
| HUN     | EURO-TOP12          | 1980 | München      | FRG  | 5             |               |               |      |
| HUN     | EURO-TOP12          | 1979 | Kristianstad | SWE  | 5             |               |               |      |
| HUN     | EURO-TOP12          | 1978 | Prag         | TCH  | 1             |               |               |      |
| HUN     | EURO-TOP12          | 1977 | Sarajevo     | YUG  | 5             |               |               |      |
| HUN     | EURO-TOP12          | 1975 | Wien         | AUT  | 10            |               |               |      |
| HUN     | Weltmeisterschaft   | 1983 | Tokio        | JPN  | letzte 64     | Viertelfinale | letzte 64     | 3    |
| HUN     | Weltmeisterschaft   | 1981 | Novi Sad     | YUG  | letzte 32     | letzte 16     | letzte 32     | 2    |
| HUN     | Weltmeisterschaft   | 1979 | Pyongyang    | PRK  | Viertelfinale | letzte 16     | letzte 64     | 1    |
| HUN     | Weltmeisterschaft   | 1977 | Birmingham   | ENG  | Viertelfinale | Viertelfinale | Viertelfinale | 4    |
| HUN     | Weltmeisterschaft   | 1975 | Calcutta     | IND  | letzte 16     | Gold          | letzte 16     | 5    |
| HUN     | Weltmeisterschaft   | 1973 | Sarajevo     | YUG  | letzte 32     | letzte 32     | Qual          | 7    |
| HUN     | World Cup           | 1982 | Hong Kong    | HKG  | 11            |               |               |      |
| HUN     | World Cup           | 1980 | Hong Kong    | HKG  | 10            |               |               |      |